# جي هيون كيم
جي هيون كيم عالمة أعصاب سلوكية أسترالية يركز عملها على التعلم العاطفي والذاكرة أثناء الطفولة والمراهقة. هي أستاذة مشاركة، وزميلة أبحاث رئيسية، ورئيسة مختبر الطب النفسي الجزيئي في كلية الطب بجامعة ديكين، أستراليا 
كيم هي ناشطة في التواصل العلمي، وقد ألقت محاضرات عامة في مؤتمؤ تيد في ملبورن،  المتحف الأسترالي، معرض الصور الوطني، أسبوع العلوم الفيكتوري، مدينة ملبورن (محادثات ملبورن)،  ومركز ويلر. كما أجرت مقابلة مع راديو ايه بي سي،  راديو نيوزيلندا،  قناة اس بي اس تس في، القناة 10 (المشروع)،  وتم ذكرها على أي بي سي كاتاليست.

## الأبحاث
أظهرت أبحاث كيم أن اكتساب واسترجاع ذكريات الخوف يختلف عبر الطفولة والمراهقة والبلوغ، وأن ذكريات الخوف يمكن محوها في وقت مبكر من الحياة. يستخدم بحث كيم نماذج القوارض التي تشبه إلى حد كبير السلوكيات البشرية لفهم الأساس البيولوجي العصبي لتلك السلوكيات. على وجه التحديد، يبحث عملها في دور الذاكرة والنسيان في تطوير وعلاج اثنين من الاضطرابات العقلية الرئيسية عبر الطفولة والمراهقة: اضطراب القلق واضطراب تعاطي المخدرات.[بحاجة لمصدر]
لدراسة القلق، يستخدم مختبر كيم نموذج تكييف كلاسيكي يعتمد على عمل إيفان بافلوف المعروف باسم تكييف الخوف. على الرغم من نشأة هذا النموذج قبل 100 عام، إلا أنه يستخدم على نطاق واسع من قبل العلماء المعاصرين للكشف عن الآليات العصبية الخاصة بالخوف والقلق. للبحث فياضطراب تعاطي المخدرات، يستخدم مختبر كيم نموذج تكييف فعال يعتمد على عمل بي اف سكينر المعروف باسم االحقن الوريدي الذاتي. يركز بحث كيم بشكل خاص على الانقراض، وهو شكل من أشكال التعلم المثبط الذي يشكل أساس العلاجات القائمة على التعرض لكل من اضطرابات القلق والإدمان.[بحاجة لمصدر]
كيم لديها 55 منشورًا أصليًا حتى الآن، وقد تم الاستشهاد بعملها في منشورات كثيرة تصل لأكثر من 2500 مرة.

## الحياة المهنية
أكملت كيم شهادتها الجامعية في جامعة نيو ساوث ويلز (UNSW) في عام 2004، وتخرجت بميدالية الجامعة في علم النفس. أكملت درجة الدكتوراه في علم النفس عام 2008 في جامعة نيو ساوث ويلز، ونشرت خلالها ست مقالات علمية أصلية.      بعد التخرج، عملت كيم كزميلة في أبحاث ما بعد الدكتوراه في جامعة نيو ساوث ويلز، ثم جامعة ميشيغان. ثم حصلت كيم على منصب كبير الباحثين في معهد فلوري، قبل أن تصبح رئيسًة لمختبر علم النفس التنموي في المعهد.

### نشاطها في التحرير
- أبحاث الدماغ السلوكية ، محررة ضيفة مدعوة لإصدار خاص لعام 2016 التنظيم التنموي للذاكرة في القلق والإدمان
- الحدود في علم الأعصاب السلوكي ، محررة مراجعة
- الحدود في علم الأقربازين: علم الأقربازين التعددي، محررة مراجعة
- أبحاث وتوقعات في علم الأقربازين ، عضوة هيئة التحرير

### خدمة المجتمع
كيم مناصرة قوية للمرأة في العلوم، وقد عملت في لجنة فلوري من أجل المساواة هو العلم (EqIS).هي معروفة بدورها كداعية للمرأة في العلوم في كتاب كيت وايت، بناء مسارات وظيفية فعالة للمرأة في مجال البحوث العلمية: دراسة حالة لمعهد أبحاث العلوم الأسترالي.
كيم ه أيضًا عضوة مجلس إدارة الجمعية الدولية لعلم النفس التنموي وكان منظمًة للندوة ورئيسًاة للعديد من المؤتمرات العلمية الدولية.  كيم هي أمينة صندوق الطب النفسي البيولوجي بأستراليا.

## الجوائز
- جائزة محاضرة من الجمعية الدولية للكيمياء العصبية (ISN) للعلماء الشباب [19]
- جائزة السفر من الكلية الأمريكية لعلم الأدوية النفسية والعصبية (ACNP)، المستوى الأول
- الطب النفسي البيولوجي أستراليا، جائزة أوبري لويس 2017 [20]
- الكلية الدولية لعلم الأدوية العصبية والنفسية (CINP)، جائزة رافيلسين للباحث الصغير عام 2016 [21]
- المعهد الأسترالي للسياسة والعلوم، جائزة فيكتوريان تول بوبي لعام 2014 [22]
- الجمعية الدولية لعلم النفس التنموي، جائزة الباحث الشاب Kucharski 2013 [23]
- الجمعية الأسترالية لعلم النفس، جائزة البحث المهني المبكر لعام 2012 [24]
- الرابطة الأمريكية لعلم النفس، جائزة دي جي ماركيز لأفضل بحث منشور في علوم الأعصاب السلوكية 2012 [25]
- جامعة نيو ساوث ويلز، جائزة اللجنة للتميز البحثي في العلوم 2010 [26]
- الجمعية الدولية لعلم النفس التنموي، جائزة أطروحة 2009 [27]
- الجمعية الأسترالية لعلم النفس، جائزة التميز في أطروحة دكتوراه في علم النفس 2008 [28]
- الجمعية الدولية لعلم النفس التنموي، جائزة ساندرا جي وينر للطالب الباحث لعام 2007 [29]
- جمعية علم النفس الأسترالية، جائزة أفضل أداء في علم النفس مع مرتبة الشرف 2004 [30]
- جامعة نيو ساوث ويلز، ميدالية الجامعة في علم النفس 2004

## روابط خارجية
- الموقع الرسمي
- جي هيون كيم منشورات مفهرسة من قبل جوجل سكولار